# Jordanka Donkova
Jordanka Ljubcsova Donkova (bolgárul: Йорданка Любчова Донкова; Szófia, 1961. szeptember 28. –)  olimpiai bajnok bolgár atléta. Fő száma a 100 méteres gátfutás volt.

## Főbb eredményei
| Év   | Verseny                                | Helyszín                       | Eredmény | Versenyszám | Extra    |
| ---- | -------------------------------------- | ------------------------------ | -------- | ----------- | -------- |
| 1980 | Olimpiai játékok                       | Moszkva, Szovjetunió           | elődöntő | 100 m gát   | 13,39    |
| 1982 | Fedett pályás Európa-bajnokság         | Milánó, Olaszország            | 3.       | 60 m gát    | 8,03     |
| 1982 | Európa-bajnokság                       | Athén, Görögország             | 2.       | 100 m gát   | 12,54    |
| 1984 | Fedett pályás Európa-bajnokság         | Göteborg, Svédország           | 3.       | 60 m gát    | 8,09     |
| 1986 | Európa-bajnokság                       | Stuttgart, NSZK                | 1.       | 100 m gát   | 12,38 CR |
| 1986 | Európa-bajnokság                       | Stuttgart, NSZK                | 2.       | 4 × 100 m   | 42,68    |
| 1987 | Fedett pályás Európa-bajnokság         | Lievin, Franciaország          | 1.       | 60 m gát    | 7,79     |
| 1987 | Fedett pályás atlétikai világbajnokság | Indianapolis, Egyesült Államok | 2.       | 60 m gát    | 7,85     |
| 1987 | Világbajnokság                         | Róma, Olaszország              | 4.       | 100 m gát   | 12,49    |
| 1988 | Olimpiai játékok                       | Szöul, Dél-Korea               | 1.       | 100 m gát   | 12,38    |
| 1988 | Olimpiai játékok                       | Szöul, Dél-Korea               | 5.       | 4 × 100 m   | 43,02    |
| 1989 | Fedett pályás Európa-bajnokság         | Hága, Hollandia                | 1.       | 60 m gát    | 7,87     |
| 1992 | Fedett pályás Európa-bajnokság         | Genova, Olaszország            | 3.       | 60 m gát    | 8,03     |
| 1992 | Olimpiai játékok                       | Barcelona, Spanyolország       | 3.       | 100 m gát   | 12,70    |
| 1994 | Fedett pályás Európa-bajnokság         | Párizs, Franciaország          | 1.       | 60 m gát    | 7,85     |
| 1994 | Európa-bajnokság                       | Helsinki, Finnország           | 3.       | 100 m gát   | 12,93    |